# Gažon
Gažon – wieś w Słowenii, w gminie miejskiej Koper. 1 stycznia 2018 liczyła 624 mieszkańców.